# 斯普林克里克鎮區 (密蘇里州歐扎克縣)
斯普林克里克鎮區（英語：Spring Creek Township）是位於美國密蘇里州歐扎克縣的一個行政鎮區。

## 地方資料
斯普林克里克鎮區的面積為80.54平方千米，當中陸地面積為80.08平方千米，而水域面積為0.46平方千米。根據2020年美國人口普查的數據，當地共有人口132人，而人口密度為每平方千米1.64人。